# Station Savigny-le-Temple - Nandy
Station Savigny-le-Temple - Nandy is een spoorwegstation aan de spoorlijn Paris-Lyon - Marseille-Saint-Charles. Het ligt in de Franse gemeente Savigny-le-Temple in het departement Seine-et-Marne (Île-de-France).

## Geschiedenis
Het station is op 31 juli 1976 geopend.

## Ligging
Het station ligt op kilometerpunt 34,289 van de spoorlijn Paris-Lyon - Marseille-Saint-Charles.

## Diensten
Het station wordt aangedaan door verschillende treinen van de RER D:
- Tussen Creil/Orry-la-Ville - Coye en Melun
- Tussen Paris Gare de Lyon en Melun

## Vorige en volgende stations
| Richting                         | Vorig station      | Lijn  | Volgend station | Richting |
| -------------------------------- | ------------------ | ----- | --------------- | -------- |
| Creil D3 Orry-la-Ville - Coye D1 | Lieusaint - Moissy | RER D | Cesson          | Melun D2 |
| Paris Gare de Lyon               | Lieusaint - Moissy | RER D | Cesson          | Melun D2 |